# 東二葉町
東二葉町（ひがしふたばちょう）は、愛知県名古屋市東区の地名。

## 歴史

### 沿革
- 明治初年 - 武家屋敷地であり町名がなかった地域に愛知郡東二葉町として成立[1]。
- 1878年（明治11年）12月20日 - 名古屋区成立に伴い、同区東二葉町となる[1]。
- 1889年（明治22年）10月1日 - 名古屋市成立に伴い、同市東二葉町となる[1]。
- 1908年（明治41年）4月1日 - 東区成立に伴い、同区東二葉町となる[1]。
- 1980年（昭和55年）2月10日 - 白壁二丁目および白壁三丁目にそれぞれ編入され、消滅[1]。

## 施設

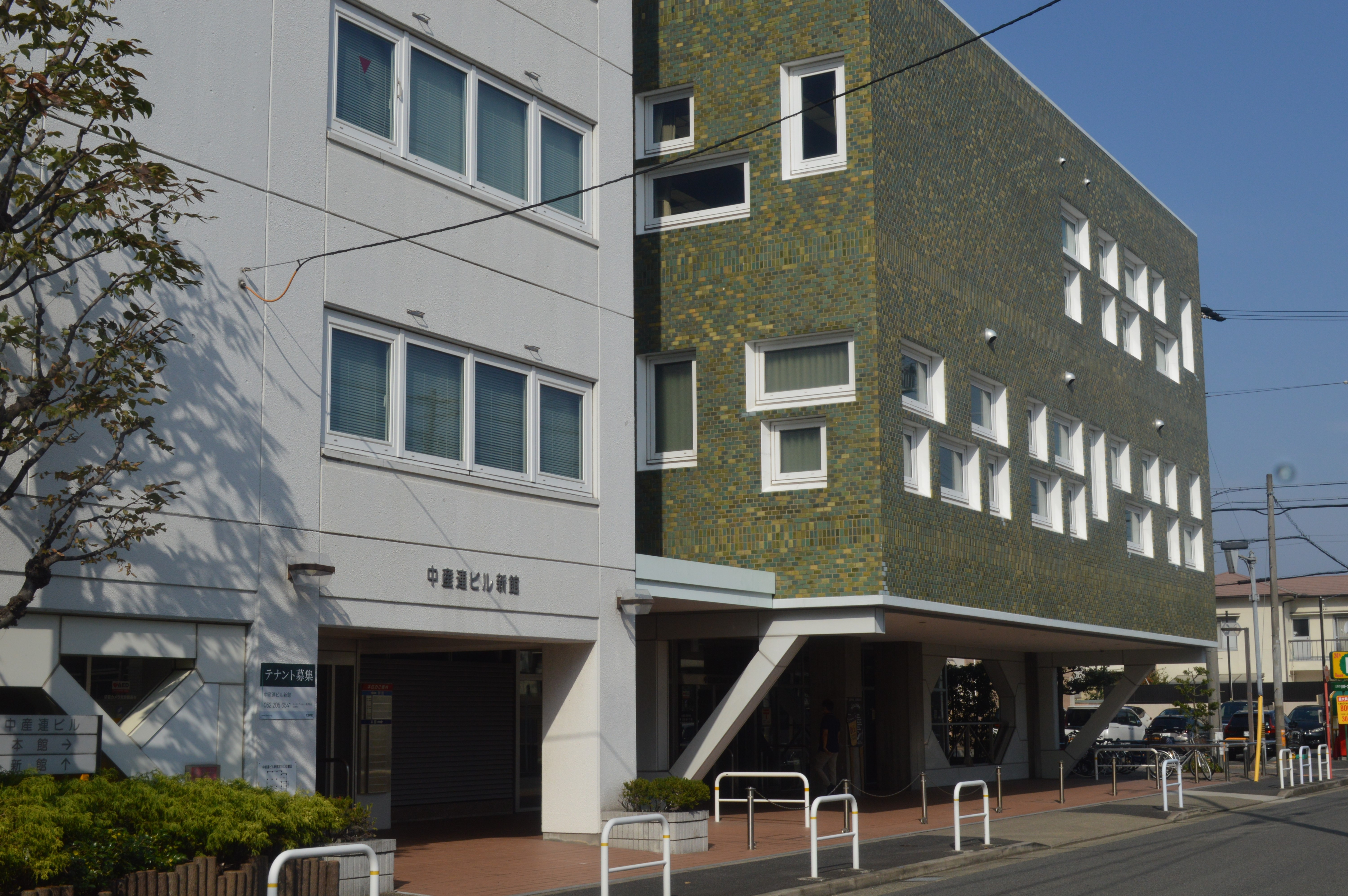
中産連ビル新館と本館

- 名古屋商工会館 - 1949年（昭和24年）竣工。1959年（昭和34年）の伊勢湾台風で被災。中部産業連盟の拠点。
- 中産連ビル本館 - 1963年（昭和38年）竣工のオフィスビル。中部産業連盟によって名古屋商工会館跡地に建てられた。
- 中産連ビル新館 - 1974年（昭和49年）竣工のオフィスビル。
- 二葉御殿（旧川上貞奴邸） - 1920年（大正9年）竣工の川上貞奴の邸宅。2000年（平成12年）から5年間かけて橦木町に移築され、2005年（平成17年）には展示施設の文化のみち二葉館が開館した。

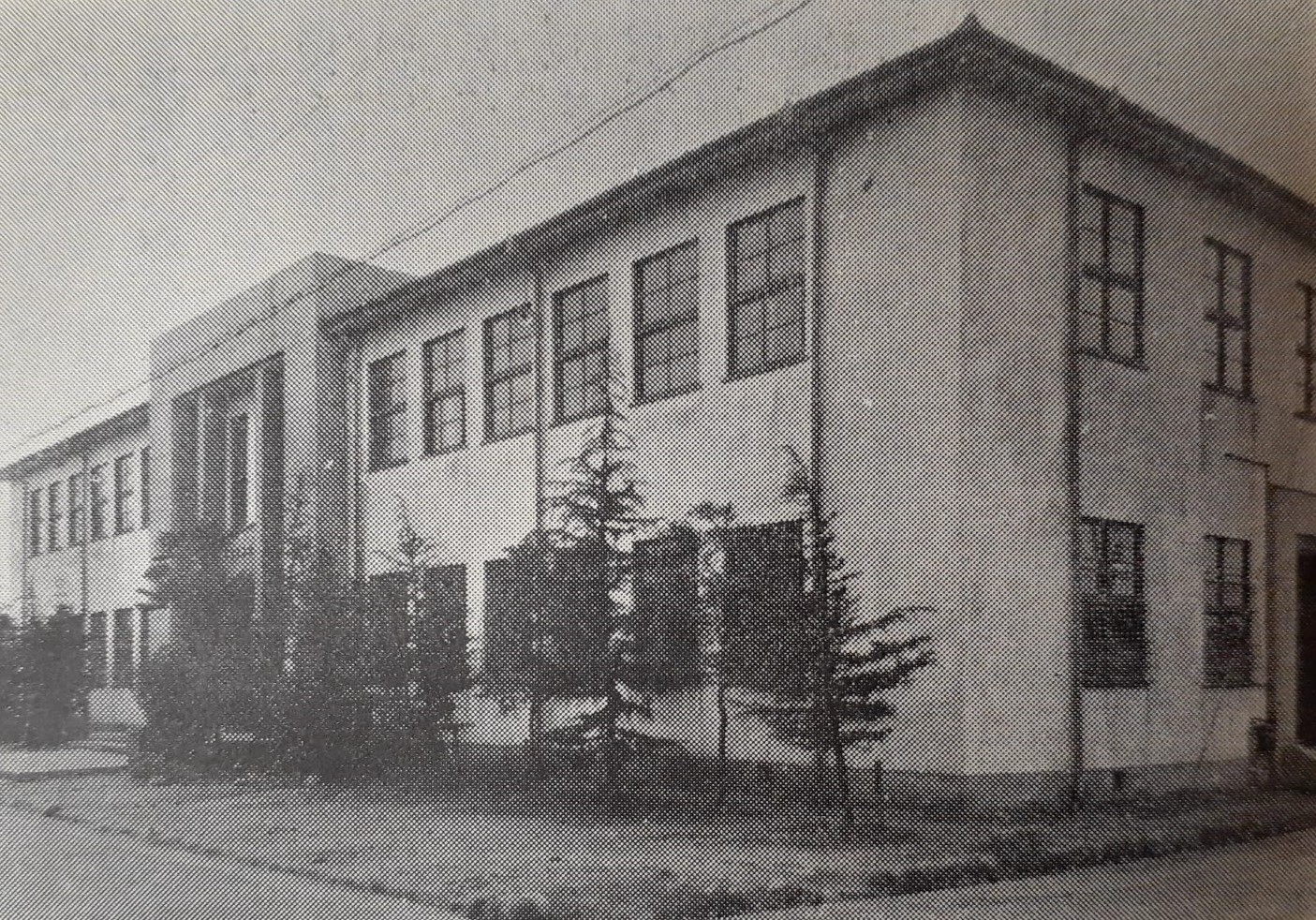
名古屋商工会館
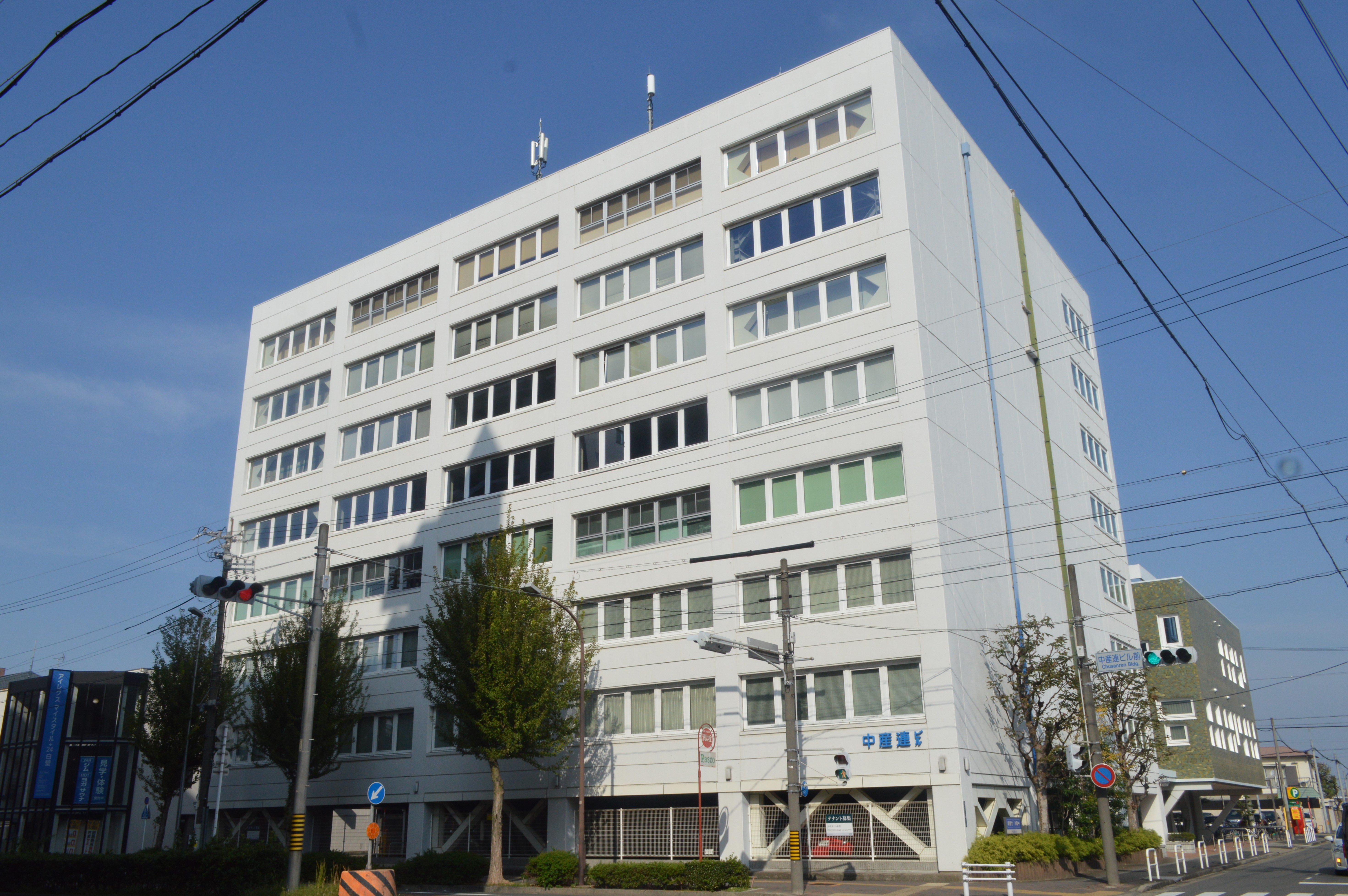
中産連ビル新館
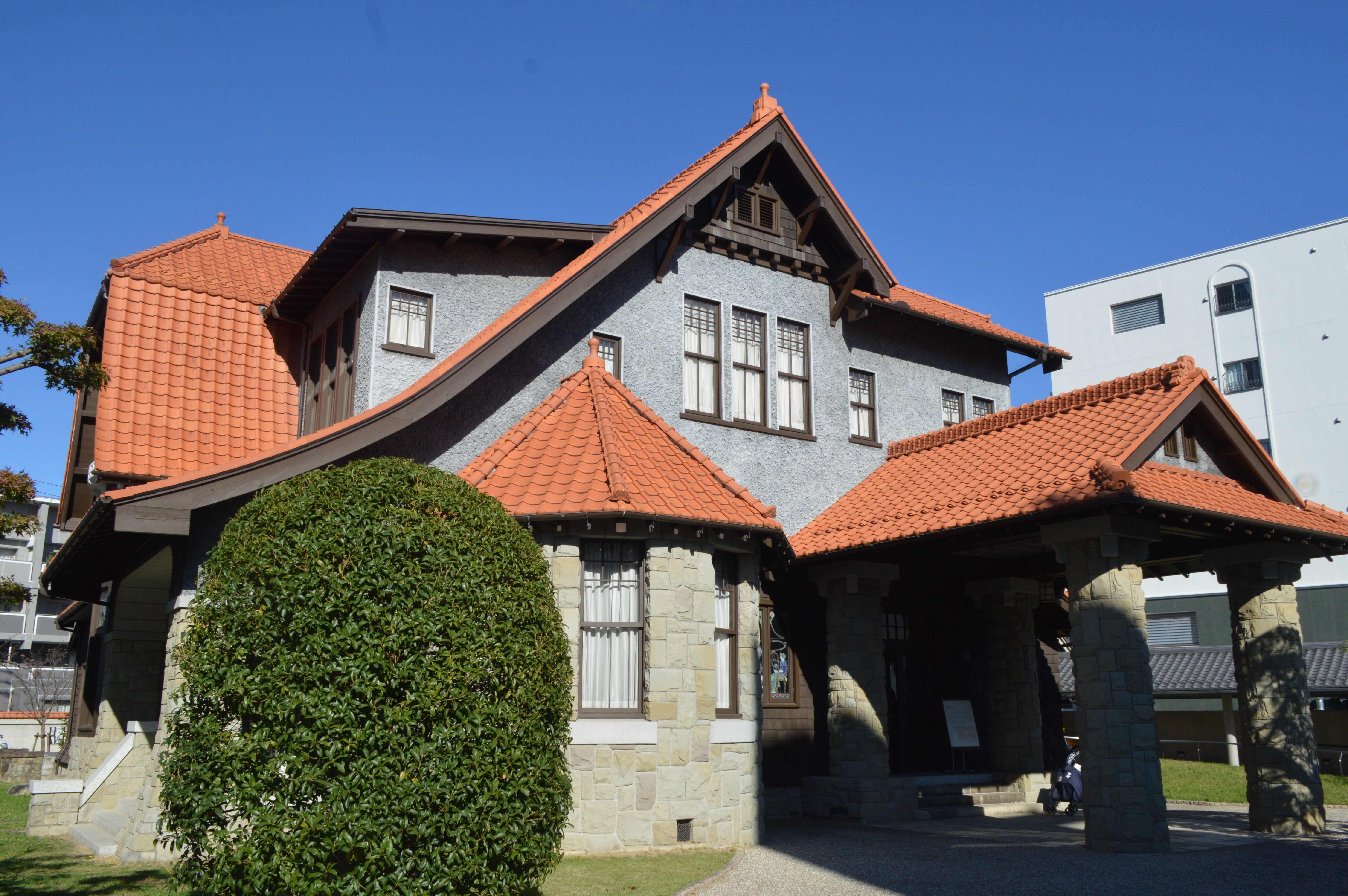
二葉御殿